# Букеєвська орда
Букеєвська (Бокеєвська) або Внутрішня Киргизька орда — залежне казахське ханство у складі Російської імперії у 1801–1876 роках. Термін Букеєвська орда став використовуватися офіційно з 1819 року, а Внутрішня Киргизька орда — з 1824 року.

## Географія
Розташовувалася у степовій частині між річками Урал і Волга. На півдні кордони доходили до узбережжя Каспійського моря, на півночі — до гори Велике Богдо, де межувало з Саратовською губернією.

## Історія
З 1786 року після повалення Нурали, хана Молодшого жузами, між султанами виникли жорстокі чвари за владу. Один з молодших синів Нурали, Букей, зазнавши поразки, звернувся в 1799 році до російського уряду з проханням дозволити йому відкочувати в степ між Уралом і Волгою, що залишилися вільними після втечі заволзьких калмиків в 1771 році.
1801 року отримавши дозвіл імператора Павла I, у Приволзької степ перекочували казахи на чолі з Букеєм в кількості 5000 кибиток (близько 22 775 осіб), а ще 1265 кибиток з 8333 казахами. У 1828 році внаслідок посилення переходу казахів через Урал подальша кочівля була заборонена через нестачу зручних земель.
З 1801 до 1847 року Букеївська орда зберігала суцільну автономію В її завдання входило, з одного боку, допомога уряду в контролі над уральськими козаками, з другого — допомога в підкоренні Молодшого і Середнього жузів, насамперед завдяки родинним зв'язкам.
У 1820-х роках кочове населення Орди спробувало повернутися на територію за Урал, проте марно. Соціальне розшарування призвело в 1836—1837 роках до повстання під керівництвом Ісатая Тайманова, але воно було придушене російськими військами.
З 1847 року розпочалася політика Росії з ліквідації політичних прав, що зрештою призвело 1876 року до приєднання до Астраханського ханства на правах самостійної адміністративної одиниці. У 1917 році уряд Російської республіки відновив Букеєвську орду як самостійну одиницю під назвою Букеєвська губернія.

## Державний і адміністративний устрій
На чолі стояв хан, що титулувався до 1828 року ханом Малої орди. За рішенням Оренбурзької прикордонної комісії було встановлено титул «хана Внутрішньої Орди». З 1828 року при хані було створено раду з 12 біїв. У 1845 році ханам надано князівський титул імперії. До 1838 року знаходилося в управління Міністерства закордонних справ, після цього перейшло до Міністерства державного майна.
1847 року ханський титул було скасовано. Ордою стала керувати Тимчасова рада з управління Внутрішньою Киргизькою ордою під головуванням Оренбурзького військового губернатора і Оренбурзької прикордонної комісії. До 1858 року до ради входили султани і російські чиновники, з 1858 року — лише останні. 1862 року відбувся перехід під управління Міністерства внутрішніх справ.
З 1876 року Тимчасова рада стала підпорядковуватися астраханському губернатору, а передача орди в судовому відношенні під юрисдикцію астраханської палати відбулася в 1879 році.
Адміністративним центром з 1825 року була Ханська ставка (або Рин-піски). Букеєвська орда з 1801 року поділялася на роди, що розділялися на талфи (відділення), а ті в свою чергу на старшинства (атавалас). Останніх в 1862 році було 179 (з 1876 року їх скорочено до 85). Родами керували султани. З 1847 року розділено на 7 частин. 1855 року утворено два приморські округи. Округами продовжували керувати султани, яких призначав губернатор. Зберігалася також влада старшин.

### Хани
- Букей (1800—1815)
- Шигай-хан (1815—1823)
- Жангір-хан (1823—1845)
- Сахіб-Керей-хан (1845—1847)

## Населення
На початковому періоді існування Орди казахи належали до 12 родів баюлинського племені, 3 родів семиродського племені і 1 роду алімутинського племені. Також мешкало близько 80 кибиток каракалпаків. Крі того, серед населення були татари, узбеки з Бухари і Хіви.
В 1890 році нараховувалося 216 850 осіб. За результатами Першого всеросійського перепису 1897 року мешкало 213246 тис. осіб, з яких було 207 тис. казахів, 3 тис. кундровських татар (караногайців) та 1 тис. росіян. Безпосередньо на землях Букеєвської орди неказахське населення мешкало в Ханській ставці, біля узбережжя Каспійського моря та прикордонних областях з Астраханською губернією та Уральською областю.

## Економіка
Основу становило скотарство. Було розвинуто вирощування великої і дрібної рогатої худоби, коней, верблюдів. Важливими торгівельними центрами було місто Ханська ставка, а з 1880 року — Ново-Казанка. На ярмарках в 1839 році було продано худоби на 383,5 тис. карбованців.
З проникненням у межі Орди росіян, татар почалося солеваріння та розвинулося рибальство. Невдовзі казахи також стали активно займатися цими промислами.
З кінця 1820-х років відбувалося закріплення земель у спадкове володіння не за родами, як існувала до того, а за конкретними родинами.